# Eunos Cosmo

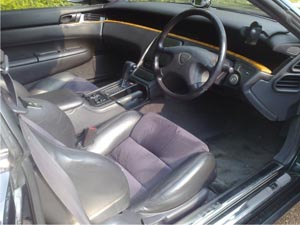
L'habitacle de l'Eunos Cosmo

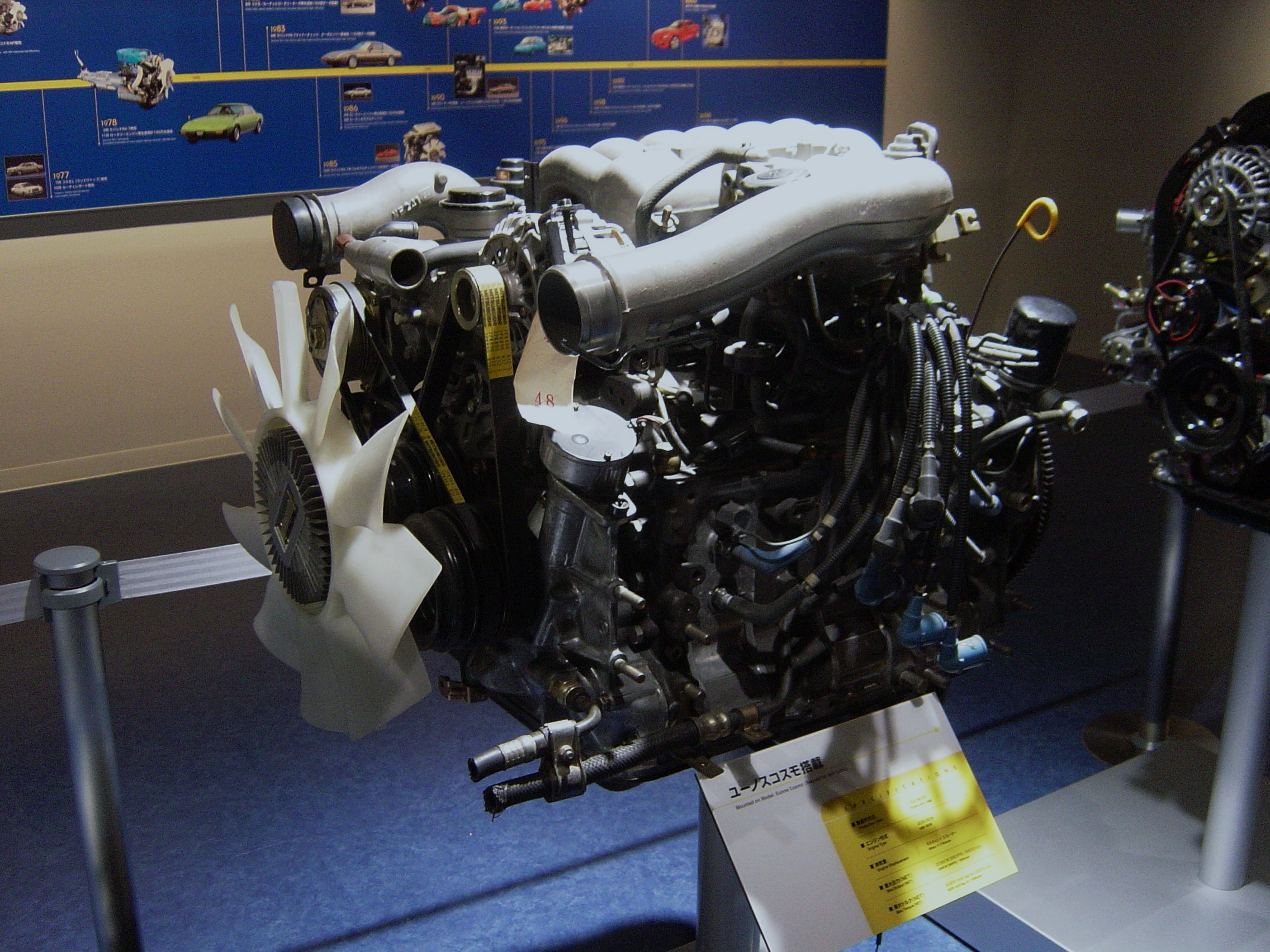
Le moteur 20B à trois rotors de l'Eunos Cosmo

L'Eunos Cosmo est une automobile du constructeur automobile Japonais Mazda, commercialisée sous la marque Eunos entre 1990 et 1996.
Il s'agit d'un luxueux coupé sportif à quatre places commercialisé au Japon, il offrait la particularité d'être proposé avec un moteur à piston rotatif, dont une version unique à trois rotors. Il reprend le nom du coupé 110S Cosmo Sport en référence à cette motorisation innovante chère à Mazda.

## Accessoires
L'Eunos Cosmo intègre de nombreux éléments de confort et de technologies tels que la climatisation, la radio AM/FM avec chargeur 12 CD, la TV, le GPS. Tous ces éléments pouvaient, dans certaines finitions, être pilotés grâce à un ordinateur de bord dit "CCS" pour "Car Control System" muni d'un écran tactile.

## Modèles
Il existe trois catégories de finitions : le modèle sportif dit "Type-S" pour "Sport", le modèle luxe dit "Type-E" pour "Elegant", ainsi que le modèle dit "Type-SX" pour "Sport Extra" le plus haut de gamme.
Le modèle Type-S était par exemple proposé avec une motorisation 13B-REW de 230 ch pour 1510 kg lui permettant d'atteindre la vitesse de 235 km/h, la version CCS adoptait en plus de l'ordinateur de bord une sellerie cuir noir.
Le modèle Type-E offrait un intérieur cuir et sa version CCS adoptait une suspension plus confortable ainsi que la motorisation 20B-REW à trois rotors de 300 ch pour un poids de 1610 kg lui permettant d'atteindre une vitesse de pointe de 260 km/h.